# Cerel·li Prisc

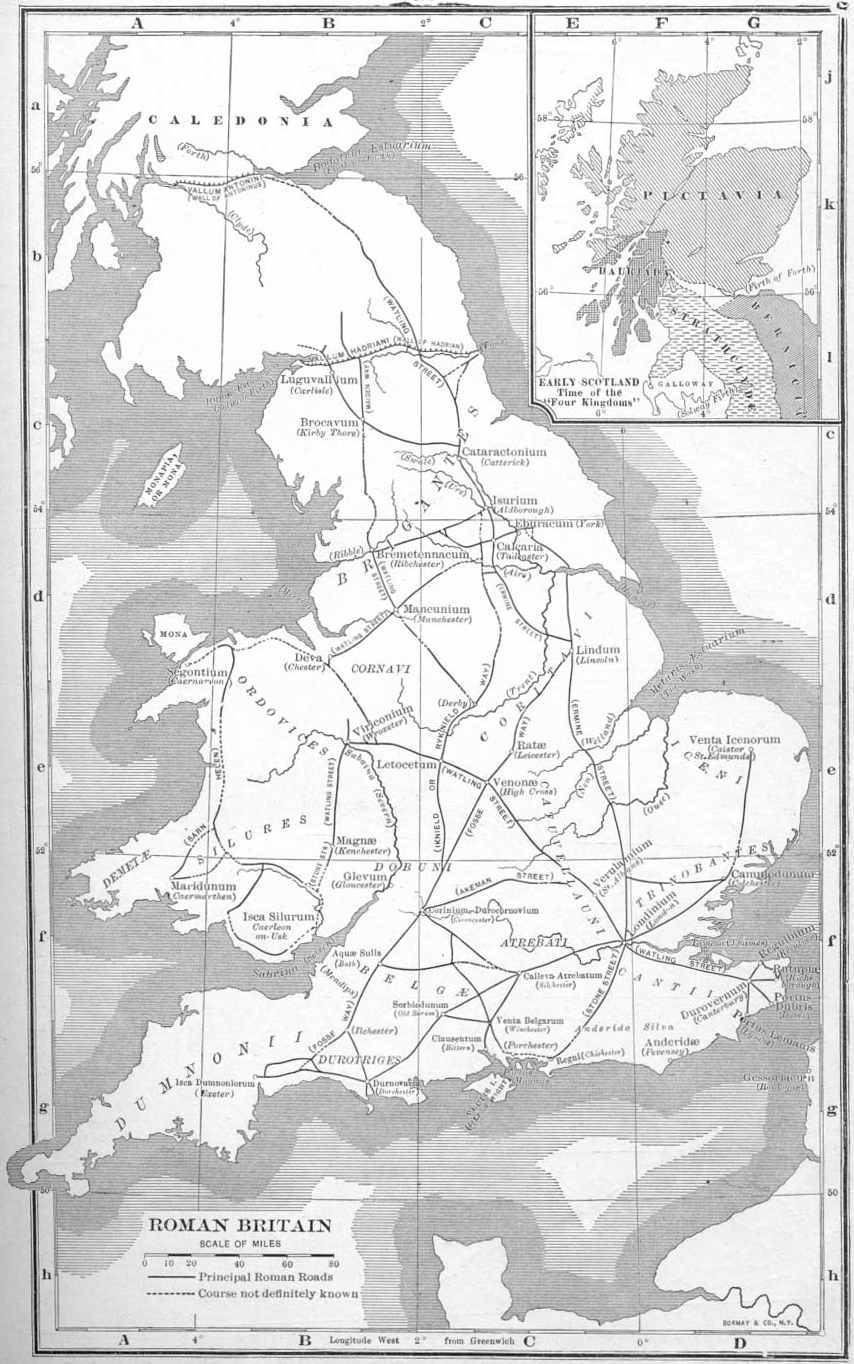
Britànnia Romana.

Cerel·li Prisc (llatí: Caerellius Priscus) va ser un polític i militar romà, al càrrec com a governador de Britànnia a la segona meitat del segle ii.
Amb els emperadors Marc Aureli i Luci Ver va ser pretor, entre els anys 161 i 169. També el van nomenar governador de Tràcia, de Moesia i més tard de Rètia i la Germània Superior, probablement de manera simultània, entre el 172 i el 175.
En algun moment entre el 175 i el 178 va ser designat governador de Britànnia, exercint el càrrec fins al 180. L'estat de guerra que va esdevenir el 180 a la mort de Marc Aureli, va motivar el seu reemplaçament per Ulpius Marcellus.